# (646) Castalia
(646) Castalia es un asteroide perteneciente al cinturón de asteroides descubierto el 11 de septiembre de 1907 por August Kopff desde el observatorio de Heidelberg-Königstuhl, Alemania.
Está nombrado por la fuente Castalia, situada al pie del Parnaso, cerca de Delfos.